# Louis Couailhac
Jean-Joseph-Louis Couailhac, né à Lille le 16 novembre 1810 et mort le 11 décembre 1885 à Paris 6e, est un journaliste, dramaturge et écrivain français.

## Biographie
Couailhac fit de bonnes études au collège Henri-IV, et occupa une chaire de grammaire à Lyon, où il publia un recueil de nouvelles, les Sept contes en l’air (1832, in-8°).
À vingt-trois ans il participe au journal canut L’Écho de la fabrique .
Ayant quitté l’enseignement en 1833, il vint à Paris tenter la fortune littéraire dans tous les genres.
Au théâtre, il a donné plus de 60 pièces, dont : Brutus (1843), le Roi des goguettes (1844), la Cuisinière mariée (1845), etc. Parmi ses romans, on retiendra : Avant l’orgie (1836, 2 vol.) ; Pitié pour elle ! (1837, 2 vol.) ; Une Fleur au soleil (1838, 2 vol.) ; les Mères d’actrices (1843, 3 vol.), peinture très vive des mœurs théâtrales ; le Comte de Mauléon, etc.
Couailhac a pris une part active à diverses publications collectives : les Français peints par eux-mêmes, les Étrangers à Paris, le Jardin des plantes, etc. On a encore de lui un petit livre de caractères, le La Bruyère charivarique (1842), et, dans la collection des Physiologies, celles de l’Homme marié, du Jour de l’an, etc.
Il a longtemps fourni des faits divers, des feuilletons, des articles de circonstance, des articles politiques, des comptes rendus, etc. à la presse parisienne, travaillant presque toujours, de 1843 à 1848, dans les journaux de l’opposition : le Temps, le Messager, le Courrier Français, le Corsaire, le Charivari, la Caricature, le Droit.
Entré à la Patrie en 1837, il suivit la ligne politique de cette publication jusqu’au coup d’État du 2 décembre, et fut chargé, après 1852, de la rédaction des journaux la Normandie, à Rouen, puis du Nord, à Lille, fondés l’un et l’autre pour pousser le gouvernement dans des voies plus libérales, et qui furent supprimés par l’administration.
Couailhac écrivit ensuite pour les théâtres de vaudeville. Il a signé, dans La Presse, jusqu’en 1866, une correspondance sur les affaires d’Espagne, dont les matériaux lui étaient envoyés de Madrid par son frère, Victor Couailhac. De 1865 à 1861, il fut correspondant de L'Indépendance belge, de L’Écho du Pacifique, etc.
Au début de la guerre de Sécession, H. S. Sanford, représentant du Nord en Europe, était entré en contact avec Louis Couailhac, correspondant de L'Indépendance belge à Paris, et un autre journaliste. En mai 1862, le journal reçoit 6 000 dollars en échange de la traduction de textes américains. Washington estime que les opinions libérales françaises pourront ainsi s'exprimer contre une éventuelle intervention de Napoléon III en Amérique. Mais en juin 1862, dans le climat paranoïaque lié à la guerre, Marshall Talbot, l'agent américain à Bruxelles, se plaint que le journal puisse avoir des sympathies pour la cause unioniste. Edwin de Leon (1818 – 1891), diplomate confédéré, contacte lui aussi le journal pour tenter d'obtenir le même service, mais plus tard et sans succès. Réticent à l'idée de payer pour ce genre de 'prestation', que le secrétaire d'État Henry Seward juge cher, les Américains vont abandonner l'idée.
Secrétaire rédacteur à l’ancien Sénat, Louis Couailhac prend les fonctions de chef-adjoint du service du compte rendu analytique lors de la création de la nouvelle Chambre haute (1876). Il est décoré de la Légion d'honneur en 1867.

## Œuvres
- Campagne d'Austerlitz, L. Couailhac et V. Fleury, Paris, 1832 ;
- Avant l'orgie, Lachapelle, 1836 ; T1  T2
- Plock, le pêcheur : vaudeville en un acte : représenté pour la première fois à Paris, sur le théâtre du Palais-Royal, le 1er août 1838, MM. Benjamin Antier et Louis Couailhac, Paris : Marchant, 1838 ;
- Physiologie du théâtre, 1841 ; T1  T2
- Physiologie du célibataire et de la vieille fille, J. Laisné, 1841 ;
- Duchesse et poissarde, comédie-vaudeville en 2 actes., MM. Joanny Augier et Adolphe Salvat. Paris, Folies-dramatiques, 24 mars 1842, Aux bureaux de la Bibliothèque théâtrale (1842) ;
- Le Jardin des Plantes : description complète, historique et pittoresque du Muséum d'histoire naturelle, de la ménagerie, des serres, des galeries de minéralogie et d'anatomie, et de la vallée suisse : mœurs et instincts des animaux, botanique, anatomie comparée. Minéralogie, géologie, zoologie, MM. P. Bernard, L. Couailhac, Gervais et Emm. Lemaout, et une société de savants attachés au Muséum d'histoire naturelle, Paris : L. Curmer, 1842 ;
- Le Jardin des plantes : description complète, historique et pittoresque du Muséum d'histoire naturelle, de la ménagerie, des serres, des galeries de minéralogie et d'anatomie, et de la vallée suisse : mœurs et instincts des animaux, botanique, anatomie comparée. Minéralogie, géologie, zoologie, MM. P. Bernard, L. Couailhac, Gervais et Emm. Lemaout, et une société de savants attachés au Muséum d'histoire naturelle, Paris : L. Curmer, 1842-1843 ;
- L'Oiseau de Paradis : pièce féerie en trois actes et quatorze tableaux : représentée pour la première fois, à Paris, sur le théâtre des Délassements-Comiques, le 23 septembre 1846, par MM. de Léris, L. Couailhac et Guénée ; décors de MM. Philastre, Cambon et Jules Devilliers ; musique arrangée par M. Kriesel, ballet de M. Hazard, costumes dessinés par M. H. Ballue, machines de M. Panel / Paris (Boulevard Saint-Martin, 12) : Marchant, éditeur du Magasin théâtral, 1846 ;
- Maurice et Madeleine : comédie-vaudeville en trois actes : tiré du roman de M. Jules Sandeau : représenté, pour la première fois, à Paris, sur le théâtre des Folies-Dramatiques, le 7 mai 1850, MM. L. Couailhac et Bourdois / Paris (Boulevard Saint-Martin, 12) : Administration de Librairie théâtrale, ancienne maison Marchant, 1850 ;
- La Chasse aux grisettes : vaudeville en un acte : représenté, pour la première fois, à Paris, sur le théâtre des Folies-Dramatiques, le 13 décembre 1851, MM. Hippolyte Cogniard, L. Couailhac et Bourdois, Paris (rue des Grands-Augustins, 20) : Beck, Libraire, 1852
- Le Jardin des plantes : description complète, historique et pittoresque du Muséum d'histoire naturelle, de la ménagerie, des serres, des galeries de minéralogie et d'anatomie, et de la vallée suisse : moeurs et instincts des animaux, botanique, anatomie comparée. Minéralogie, géologie, zoologie, MM. P. Bernard, L. Couailhac, Gervais et Emm. Lemaout, et une société de savants attachés au Muséum d'histoire naturelle, Paris : Bibliothèque Sainte Geneviève, 2011 ;
- La Cuisinière mariée : représentée pour la première fois, à Paris, sur le théâtre des Délassements-Comiques, le 19 avril 1845, folie-vaudeville en un acte, MM. L. Couailhac et Marc-Michel, 1845 ;
- La Cuisinière mariée : représentée pour la première fois, à Paris, sur le théâtre des Délassements-Comiques, le 19 avril 1845, folie-vaudeville en un acte, MM. L. Couailhac et Marc-Michel, Paris : Marchant, 1845 ;
- L'Oiseau de paradis : pièce-féerie en trois actes et quatorze tableaux : représentée pour la première fois, à Paris, sur le Théâtre des Délassements-Comiques, le 23 septembre 1846, MM. de Léris, L. Couailhac et Guénée ; décors de MM. Philastre, Cambon et Jules Devilliers; musique arrangée par M. Kriesel, ballet de M. Hazard, costumes dessinés par M. H. Ballue, machines de M. Panel, Paris : Marchant, 1846 ;
- Les Sociétés secrètes : folie-vaudeville, en cinq petits actes : représentée pour la première fois, à Paris, sur le théâtre du Vaudeville, le 29 juin 1850, MM. Xavier, L. Couailhac et Bourdois, 1850 ;
- Le Théâtre étranger illustré : galerie biographique et critique des principaux artistes des scènes étrangères contemporaines, ill. de Charles Kreutzberger, Paris, 1860.
- Arrêtons les frais : opéra-vaudeville en un acte par L. et V. Couailhac, Victor Couailhac, 1862.

## Sources
- Gustave Vapereau, Dictionnaire universel des contemporains, t. 1, Paris, Hachette et Cie, 1880, 5e éd., 920 p. (lire en ligne), p. 443.